# Pęzino
Pęzino (niem. Pansin) – wieś w Polsce położona w województwie zachodniopomorskim, w powiecie stargardzkim, w gminie Stargard.
Wieś położona jest nad Krąpielą i Pęzinką. 
W miejscowości znajduje się przystanek kolejowy Pęzino.

## Historia
W X-XI w. był tu  słowiański gród obronny. Osada została darowana przez Barnima I w XIII w. templariuszom, którzy rozpoczęli budowę zamku-klasztoru. Następnie zespół klasztorny został przejęty przez zakon joannitów, a kolejnymi właścicielami byli przedstawiciele rodów: Borków i Puttkamerów. W 1657 w zamku rezydował hetman Stefan Czarniecki, który stojąc na czele lekkiej jazdy ścigał Szwedów.
W latach 1954–1972 wieś była siedzibą gromady Pęzino. W latach 1973–1976 miejscowość była siedzibą gminy Pęzino. W latach 1975–1998 miejscowość administracyjnie należała do województwa szczecińskiego.

## Zabytki

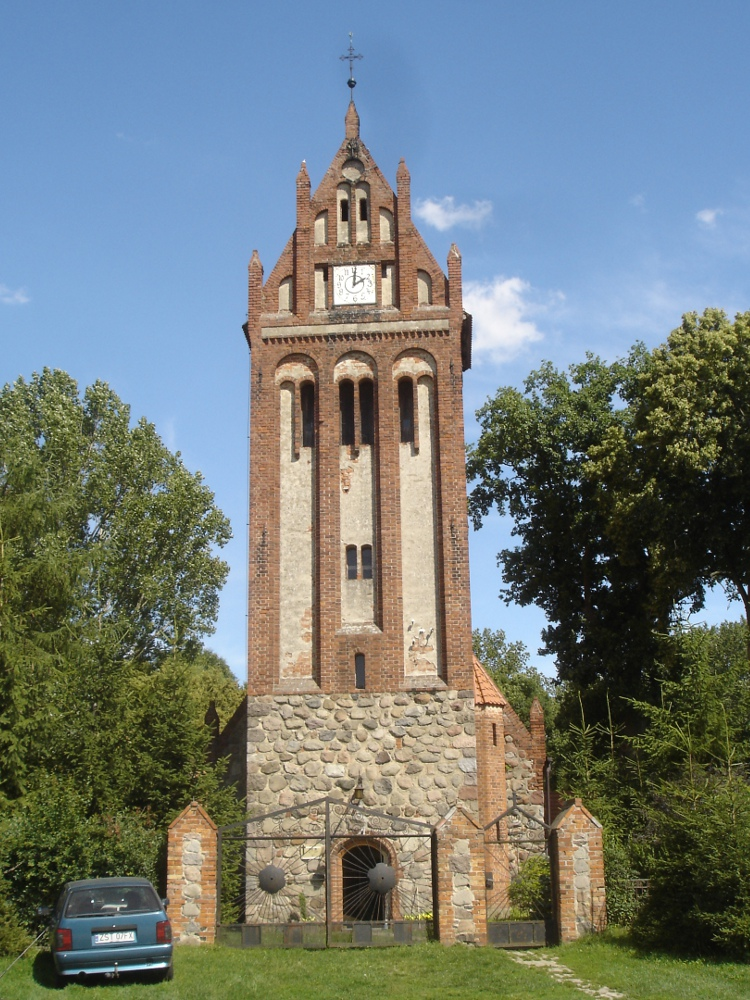
Kościół w Pęzinie

- późnogotycki salowy kościół Wniebowzięcia NMP z XV-XVI w. o częściowo kamiennych murach, przebudowany w XX w., ozdobny szczyt wschodni posiada piramidalny układ zróżnicowanych dekoracji, od smukłych manswerkowych arkad po owalne blendy. Elewacje wieży zachodniej regotyzowane, wewnątrz dwa barokowe ołtarze, główny i boczny oraz renesansowe epitafia[4].

- zamek sięgający swymi początkami końca XIV w. Na początku XVII w., rozbudowany o skrzydło zachodnie (renesansowe). W 1657 podczas pogoni za Szwedami zatrzymał się tu hetman Stefan Czarniecki. Obiekt został rozbudowany w połowie XIX w. o nowe skrzydło zwane neogotyckim. Kolejna rozbudowa miała miejsce w latach trzydziestych XX w. Wieża na planie kwadratu, wyżej cylindryczna. Wokół zamku znajduje się park z XIX w. z pomnikami przyrody: 11 dębów szypułkowych oraz cypryśnik błotny.